# NGC 4322
NGC 4322 – prawdopodobnie gwiazda o jasności obserwowanej ok. 13m, znajdująca się w gwiazdozbiorze Warkocza Bereniki, widoczna na niebie na północny zachód od galaktyki Messier 100 (NGC 4321). Skatalogował ją Wilhelm Tempel w 1882 roku jako obiekt typu „mgławicowego”.
Niektóre źródła, np. baza SIMBAD, podają, że NGC 4322 to to samo co NGC 4323, czyli galaktyka położona na północny wschód od Messier 100, również odkryta przez Templa. Jest to jednak identyfikacja błędna, gdyż odkrywca napisał, że zaobserwował dwa obiekty na północ od Messier 100, czyli NGC 4322 i NGC 4323 nie mogą być tym samym obiektem.